# Aleksander Romuald Sieroń
Aleksander Romuald Sieroń (ur. 4 lutego 1948) – polski lekarz, profesor doktor habilitowany nauk medycznych, doktor honoris causa, profesor Śląskiego Uniwersytetu Medycznego w Katowicach, prorektor ds. medycznych i nauk o zdrowiu Uniwersytetu Jana Długosza w Częstochowie

## Życiorys
Jest absolwentem Wydziału Elektrycznego Politechniki Śląskiej w Gliwicach i Wydziału Lekarskiego Śląskiej Akademii Medycznej w Katowicach (1977). W 1979 na ŚAM uzyskał doktorat na podstawie dysertacji Działanie pola elektromagnetycznego o częstotliwości przemysłowej na niektóre składniki i wielkości charakteryzujące krew, a zwłaszcza na przewodność i przenikalność elektryczną, której promotorem był Franciszek Kumaszka. W 1980 uzyskał specjalizację I stopnia, a w 1983 II z zakresu chorób wewnętrznych. W 1987 uzyskał specjalizację z zakresu kardiologii, w 1998 z balneoklimatologii i medycyny fizykalnej, w 2003 – z zakresu angiologii, a w 2006 z zakresu hipertensjologii. W 1996 obronił na ŚAM rozprawę habilitacyjną pt. Synteza i wydzielanie kwasów żółciowych u szczurów poddanych działaniu wolnozmiennych pól magnetycznych. 16 sierpnia 1999 został profesorem nauk medycznych. Jest specjalistą z zakresu chorób wewnętrznych, kardiologii, angiologii, hipertensjologii oraz balneologii i medycyny fizykalnej. Stworzył i kieruje Ośrodkiem Diagnostyki i Terapii Laserowej Nowotworów, a także Centralną Pracownią Endoskopii i Pracownią Genetyczną Nowotworów. Przez dwie kadencje pełnił funkcję Prorektora ds. Nauki Śląskiej Akademii Medycznej (1999–2002 i 2002–2005), a w latach 2008–2012 pełnił funkcję Przewodniczącego Senackiej Komisji ds. Rozwoju Kadry Naukowo-Dydaktycznej Śląskiego Uniwersytetu Medycznego w Katowicach. Przewodniczył Zespołowi Konsultantów Wojewódzkich Województwa Częstochowskiego będąc jednocześnie Konsultantem Województwa Częstochowskiego ds. Chorób Wewnętrznych. Aktualnie jest Konsultantem Krajowym ds. Angiologii. Jest także konsultantem Katedry i Oddziału Klinicznego Chorób Wewnętrznych Angiologii i Medycyny Fizykalnej w Bytomiu, Wydziału Nauk Medycznych w Zabrzu, Śląskiego Uniwersytetu Medycznego w Katowicach.  
Od 1 września 2022 roku prof. Aleksander Sieroń pełni funkcję prorektora do spraw medycznych i nauk o zdrowiu Uniwersytetu Jana Długosza w Częstochowie. 
Jest autorem 939 artykułów naukowych, z tego 181 artykułów zagranicznych (122 artykułów w czasopismach z Listy Filadelfijskiej o łącznym IF=302,67 z łączną liczb cytowań według bazy Scopus 2722) oraz  134 książek, skryptów i rozdziałów w monografiach i drukach zwartych (w tym 8 zagranicznych). Ponadto jest redaktorem 17 monografii, w tym 1 zagranicznej. Do uznanych nie tylko w kraju jego osiągnięć naukowych należy wykazanie przyczyn przeciwbólowego działania laserów i pól magnetycznych, określenie przydatności autofluorescencji w badaniach zmian nowotworowych, określenie przydatności CPK BB w diagnostyce zawałów podwsierdziowych, opisanie pól sieciowych jako czynnika ryzyka choroby wieńcowej, wdrożenie do praktyki klinicznej (na podstawie wyników eksperymentalnych badań przedklinicznych i badań klinicznych) laseroterapii niskoenergetycznej, magnetoterapii, magnetostymulacji, hiperbarycznej terapii tlenowej oraz diagnostyki i terapii fotodynamicznej.
Jest promotorem 33 przewodów doktorskich zakończonych uzyskaniem stopnia doktora, 8 jego wychowanuków uzyskało tytuł profesora.
W 2005 kandydował do Senatu w okręgu nr 28 z poparciem Sojuszu Lewicy Demokratycznej, zajmując 6. miejsce wśród 9 kandydatów.

## Życie prywatne
Mąż dr n. med. Marii Simon-Sieroń, ojciec prof. n. med. Karoliny Sieroń i dr. n. med. Dominika Sieronia.

## Ordery, odznaki, wyróżnienia
- Doktor honoris causa Użhorodzkiego Uniwersytetu Narodowego (2005)[11]
- honorowy obywatel Bytomia (2006)[12]
- Doktor honoris causa Politechniki Śląskiej (2017)[13]
- Krzyż Kawalerski Orderu Odrodzenia Polski[2] (2000)[14]
- Krzyż Oficerski Orderu Odrodzenia Polski (2022)[15]
- Krzyżem Oficerskim Orderu Wynalazczości (fr. de l’Ordre du Mérite de l’Innovation, ang. Belgium Innovation Award; 2015)[16][17]
- Brązowy Krzyż Zasługi[2]
- Medal „Gloria Medicinae”[2]
- Medal Komisji Edukacji Narodowej[2]
- „Bene Meritus”[2]
- „Zasłużony dla Polskiego Towarzystwa Lekarskiego”[2]
- Medal 90-lecia Stowarzyszenia Elektryków Polskich[2]
- „Honorowy Złoty Inżynier” przez „Przegląd Techniczny”[2]
- Złota Odznaka i Medal Honorowy Polskiego Towarzystwa Fizjoterapii[2]
- „Laur 50-lecia ŚAM” i „Laur 60-lecia ŚAM”[2]